# Chrysometa tenuipes
Chrysometa tenuipes este o specie de păianjeni din genul Chrysometa, familia Tetragnathidae. A fost descrisă pentru prima dată de Keyserling, 1864.
Este endemică în Columbia. Conform Catalogue of Life specia Chrysometa tenuipes nu are subspecii cunoscute.